# Bataviaasch Nieuwsblad
Het Bataviaasch Nieuwsblad was een dagblad in Nederlands-Indië dat bestond van 1885 tot 1957, met een onderbreking tijdens de Tweede Wereldoorlog. Zoals alle kranten in de kolonie had het primair een plaatselijk karakter: grote steden hadden alle een of meer eigen dagbladen. Het Bataviaasch Nieuwsblad had echter een groter verspreidingsgebied dan de hoofdstad alleen; bij perioden werd het tot op andere eilanden gelezen. De thuisbasis bleef Batavia: pogingen om ook in Bandoeng een vestiging op te zetten hadden geen succes.

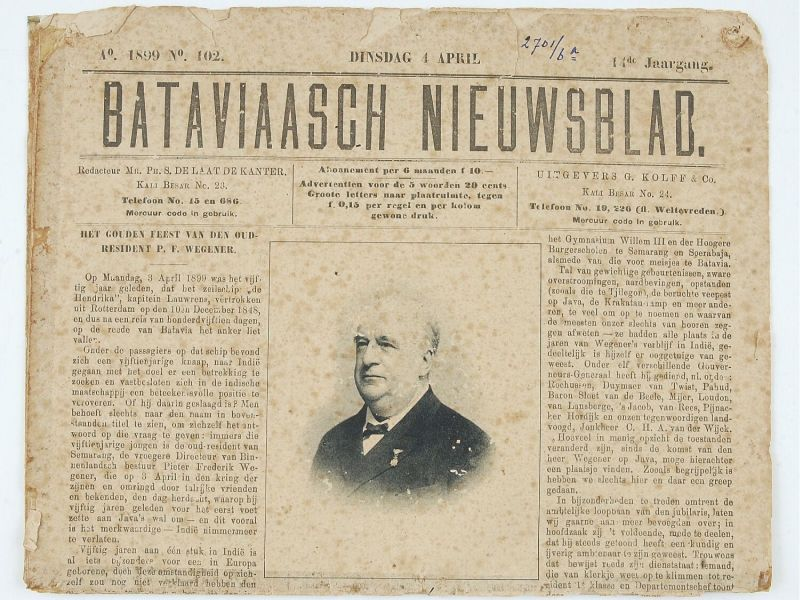
Exemplaar van het Bataviaasch Nieuwsblad van dinsdag 4 april 1899.

## Oprichting
De journalist en romanschrijver P.A. Daum was op het hoogtepunt van zijn loopbaan toen hij in 1885 in Semarang in aanvaring kwam met het koloniaal gezag. Dit leidde tot zijn vertrek naar Batavia en daar richtte hij met directeur D.A. Hooyer van Uitgeverij Kolff een nieuw dagblad op. Het eerste nummer verscheen op 1 december 1885.
Het kantoorgebouw van het Bataviaasch Nieuwsblad was gevestigd aan de Sluisbrugstraat in Batavia (in 2022: Jl. Pintu Air Raya no. 23, alwaar nu een restaurant is gevestigd).

### Doelgroep
Ook de formule van het blad was nieuw. De abonnementsprijs van het Bataviaasch Nieuwsblad bedroeg slechts twintig gulden per jaar, de helft van wat gebruikelijk was. De doelgroep was dan ook een minder kapitaalkrachtige: de grote groep Indo-Europeanen, die ingeklemd zaten tussen Indonesiërs en Nederlanders.
De lage prijs ging samen met een formaat dat veel kleiner was dan gebruikelijk (namelijk 26 x 40 cm), en het blad kreeg de bijnaam "het lorretje".

### Redactie
Het blad kwam van meet af aan op voor de belangen van de Indische Nederlanders, de tussenlaag tussen autochtone Indonesiërs en allochtone nieuwkomers. Door deze positiebepaling werd het gekarakteriseerd. Daarnaast had het met andere bladen gemeen dat het zich op vaak felle toon afzette tegen overheid en ambtenarij, al moest dit soms in bedekte termen gebeuren, veelal ook door ironie. Doorgaans werd de kant van het koloniale bedrijfsleven gekozen. Daum was in deze laatste periode van zijn leven echter gematigder geworden dan tevoren; hij was in Semarang juist met een gedwongen bedrijfssluiting geconfronteerd, en was ook al eens tot een maand celstraf veroordeeld.
De lezersbehoeften waren in de kolonie geheel anders dan in het moederland. Naar politieke berichtgeving was weinig vraag, en die beperkte zich tot bespreking van en kritiek op overheidsmaatregelen, en korte weergaven van berichten uit Nederlandse en buitenlandse bladen (het "mailnieuws").
Daarnaast zocht de lezer voor zijn avondlectuur vooral verstrooiing. In 1893 formuleerde Daum dat zo:
Een dagblad, dat als een veelzijdig ontwikkelde, aangename, spraakzame, prettige, vroolijke vriend is, zal door velen in de avonduren, na den afmattenden arbeid van den dag, hier vooral hartelijk welkom geheeten worden.
Daum had wat dat betreft een reputatie hoog te houden. Er waren al drie romans van zijn hand in feuilletonvorm verschenen. Nu spande hij zich in om zijn krant te verlevendigen door een aantal columns; de beroemdste werd het "Vrijdag-Praatje", dat regelmatig verscheen onder het pseudoniem "Mokumèr". Maar meteen vanaf het begin ging ook een vierde roman van start, Mevr. L. van Velton–van der Linden. Om voor dat werk de aandacht te trekken, bedacht Daum een strategie die doet denken aan de teasers van latere tijden. Hij adverteerde in andere kranten, noemde daarbij uitsluitend de titel (een damesnaam dus) en voegde eraan toe: "Zie: Bataviaasch Nieuwsblad".
Bij dit alles hoorde een schrijfwijze die de overdrijving niet schuwde: deze zogenaamde "tropenstijl", opgewonden van toon, hadden de meeste bladen in de kolonie gemeen. Toen er bijvoorbeeld een onderzoek werd gedaan naar armoede onder Indische Nederlanders, was Leiden in last. Het was niet het eerste overheidsonderzoek naar dit probleem en er was ook reden voor, want armoede bestond bij die bevolkingsgroep. Maar het onderzoek werd als stigmatiserend ervaren en het Bataviaasch Nieuwsblad kopte 'Inquisitie!'. Dat was al na Daums tijd, maar het tekent de tropenstijl.
In de nasleep van Daums aanvaring met de autoriteiten te Semarang, eerder in 1885, moest hij in 1887 alsnog een maand de cel in. Zijn werk onderbrak hij echter niet: vanuit de gevangenis bleef hij het Bataviaasch Nieuwsblad leiden.
De keuze voor het lot van de Indo hield niet in dat de krant zich afkeerde van het bedrijfsleven. Bij de Tjiomasaffaire (1886), waarin een landeigenaar zijn inlandse werknemers onderdrukte en zo in aanvaring kwam met de overheid, koos Daum de zijde van het bedrijfsleven, in tegenstelling tot Mr P.W. Brooshooft, die met zijn verzet tegen onderdrukking vooruitliep op de ethische politiek.

### Oplage
Oplagen waren in de tropen niet hoog, door de versnippering naar stad en doordat de doelgroep beperkt bleef tot dat segment lezers dat Nederlands kon en wilde lezen. Maar het Bataviaasch Nieuwsblad was na een halfjaar even groot als zijn concurrenten en had al in 1889 duizenden lezers.

## Tussenperiode: 1898–1902
In de tussenperiode die volgde op Daums dood, wisselden redacteuren elkaar af. Dat had zijn weerslag op het karakter van de krant in een tijd dat de redactie bijna een eenmanspositie was, die het gezicht van het blad dan ook sterk bepaalde. Na enkele maanden werd in 1900 J.F. Scheltema op de post benoemd, maar die keuze bleek niet gelukkig; Scheltema was een man van weinig tact, en hij was zo zeer op de hand van de ondernemers dat conflicten met de overheid niet uit konden blijven. Hij viel een resident aan met de beschuldiging dat die "niet tegen zijn verantwoordelijkheid opgewassen" was, bekritiseerde de posterijen en de opiumpolitiek. Dit laatste kwam hem op een maand cel te staan, maar voordien had hij al ontslag genomen. Al deze opwinding legde het blad ondertussen geen windeieren.

## Zaalberg
De werkelijke reden voor Scheltema's vertrek was zijn moeilijke verhouding met Karel Zaalberg. Deze Indische jongen was al sinds 1888 bij Uitgeverij Kolff in dienst, was door Daum ingewijd in het krantenvak, en was na diens dood de grote man achter de schermen van het Bataviaasch Nieuwsblad. Omdat hij een Indische Nederlander was, achtte men het ongepast hem het hoofdredacteurschap te verlenen, terwijl hij juist door die achtergrond en door zijn ervaring bij uitstek de geschikte kandidaat was. Na Scheltema's vertrek was Zaalberg wel de facto de drijvende kracht achter de krant, maar voor zijn hoofdredacteurschap was pas in 1908 de tijd rijp. De functie werd tot die tijd waargenomen door directeur Hooyer, die echter in 1909 naar Europa vertrok. Op dat moment bestond de redactionele staf uit vier man (voor Indische begrippen niet bepaald weinig), waaronder de hieronder besproken Douwes Dekker.
Zaalberg was een gematigd redacteur. Wel kwam hij met kracht op voor de zwakkeren in de samenleving, of dat nu Indische Nederlanders waren of Indonesiërs; maar bij alle kritiek die hij had, rekende hij op de goede bedoelingen van hoge ambtenaren; hun inzichten moesten, als de krant eenmaal rapporteerde wat er fout was, tot verbetering leiden. Ziekte, mishandeling en honger onder de bevolking behoorden tot zijn onderwerpen.

### Indo-Europeanen
De positie van het Bataviaasch Nieuwsblad was een ingewikkelde. Enerzijds was al onder Daum partij gekozen voor het bedrijfsleven en tegen het gezag. Anderzijds was de krant progressief, en stond een verbetering voor van het lot der meest achtergestelde Indo-Europeanen. Die progressiviteit bracht ook mee dat het opkwam voor de Indonesiërs, zoals toen het de misstanden in de tinmijnen aan de kaak stelde.
Maar de belangen van de Indonesiërs konden strijdig zijn met die van de Indische Nederlanders. De ethische politiek gaf Indonesiërs immers betere kansen op de arbeidsmarkt, maar die werden daarmee de concurrenten van de Indische Nederlanders; het Bataviaasch Nieuwsblad keerde zich daar, met andere kranten, tegen.
Tijdens de Eerste Wereldoorlog ging het roer bij de krant om; hij schaarde zich achter de ethische politiek, en dit had een ongunstige invloed op het aantal abonnementen. Maar de ethische richting was op dat moment al niets nieuws meer, en het opkomend Indonesisch nationalisme nam haar plaats meer en meer in. Kranten, ook het Bataviaasch Nieuwsblad, waren van leiders tot volgers geworden.

### Medewerkers
Het Bataviaasch Nieuwsblad wist een aantal gerenommeerde medewerkers aan zich te binden. De musicus en romancier Hans van de Wall verzorgde bijna veertig jaar lang de kunstkritieken.
Zelfs de behoudende journalist H.C. Zentgraaff (later schrijver van een boek dat de Atjehoorlogen verheerlijkte) heeft voor het blad geschreven; hij stelde misstanden in de tinmijnen van Banka aan de kaak. Maar de beroemdste en meest omstreden medewerker was, naast Daum, in de eerste decennia E.F.E. Douwes Dekker, de achterneef van Multatuli en voorvechter van de rechten der Indische Nederlanders. Hij verzorgde van 1907 tot 1911 politieke spotprenten voor het Bataviaasch Nieuwsblad, en plaatste er ook interviews in. Verder besteedde hij aandacht aan de positie van de inlanders; hun juridische achterstelling, corruptie, honger, dessaprotesten. Hij kondigde de oprichting aan van de nationalistische, later culturele bond Boedi Oetomo. In 1911 vertrok hij om in Bandoeng een eigen blad te beginnen.
Een latere vooruitstrevende medewerker was Marcel Koch, die in 1920 in het blad voorspelde dat het Indonesisch nationalisme, dat inmiddels luid van zich deed horen, ten slotte in botsing zou komen met het koloniale grootkapitaal. In 1921 schreef Koch artikelen over het kolonialisme in Brits-Indië, het tegenwoordige India. Van een geheel ander kaliber was Dominique W. Berretty, die in 1909 tot de staf toetrad. Enkele jaren later werd hij de grote macht in het Indische perslandschap, toen hij met het persbureau Aneta alle kranten van zijn nieuwsvoorziening afhankelijk maakte.

### Oplage
In 1905 had het blad een oplage van 5000. Dit is zover bekend het enige "harde" oplagecijfer dat ooit aan het licht is gekomen; niet verwonderlijk, aangezien precieze marktgegevens door uitgevers niet aan de grote klok worden gehangen. Toen Zaalberg in 1913 voorlopig terugtrad, was de oplage slinkende, en de lijn bleef neergaand tot zijn terugkeer in 1916.

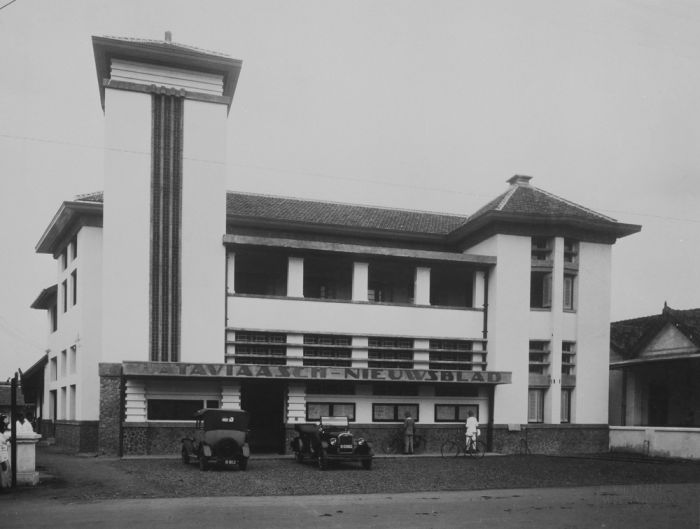
Javanen lezen de opgeplakte kranten aan de voorgevel van het kantoorgebouw van het Bataviaasch Nieuwsblad.

## De jaren dertig
De jaren dertig waren in de kolonie een tijd van repressie. Dit weerspiegelde zich in het veranderend karakter van het Bataviaasch Nieuwsblad. In 1927 had de krant zijn steun onttrokken aan de gouverneur-generaal, toen die in de Volksraad, een inspraakorgaan zonder werkelijke macht, de meerderheid der zetels aan niet-westerlingen wilde toekennen. Wel waarschuwde het blad onder de nieuwe redacteur, J.H. Ritman, die Zaalberg in 1926 was opgevolgd, tegen het nationaalsocialisme; maar het blad begon op een semi-officieel overheidsorgaan te lijken, en was zijn onafhankelijke stem kwijt. Het was in handen gekomen van een zeer behoudende directeur-eigenaar, ir J.C. Kolling, die ook twee bladen in Soerabaja in eigendom had. Dit kwam wel de kwaliteit van de nieuwsvoorziening ten goede.

### Medewerkers
Van 1937 tot 1940 was E. du Perron literair medewerker bij het Bataviaasch Nieuwsblad. Volgens eigen zeggen hadden zijn ambities hoger gelegen, en dit had hij Ritman ook medegedeeld:
Ik had gehoord dat hij al lang met verlof wenste te gaan, maar weerhouden werd door gebrek aan een geschikte plaatsvervanger. Ik stelde hem bij die ontmoeting vierkant voor (ik was net een maand of drie in dit land terug) mij zijn krant toe te vertrouwen. Hij weigerde natuurlijk even vierkant (...)
Du Perron kon in het blad schrijven op voorwaarde dat hij geen tekst wijdde aan zijn grote tegenstander, de journalist Zentgraaff. In plaats daarvan besprak hij uiteenlopende schrijvers, van Willem Elsschot en F. Bordewijk tot Adriaan Roland Holst. Zijn scala was breed, maar omvatte ook Indische auteurs: Multatuli, Annie Foore, Madelon Székely-Lulofs, Beb Vuyk.
Voor de oorlog verschenen er ook columns van Tjalie Robinson in de krant. Toen het blad na de oorlog weer uitkwam, droeg hij opnieuw bij, maar in 1954 vertrok hij naar Nederland.

### Oplage
Rond 1930 werd het abonneebestand geschat op 6000 tot 9000, tien jaar later echter op een lager aantal: 3000 tot 6000. Alle Indische kranten samen hadden toen een geschatte oplage van zo'n 80.000.

## Tweede Wereldoorlog en nasleep
Na de Japanse inval in maart 1942 werden Nederlandstalige bladen verboden. In de oorlogsjaren schijnen drukkerijen nog wel Indonesischtalige uitgaven te hebben geproduceerd, verzorgd door Indonesiërs, en pro-Japans.
Na de oorlog waren papierschaarste en een geslonken Nederlandstalige doelgroep er de oorzaak van dat in Batavia nog maar één krant verscheen en wel vanaf 1 juni 1946: Het Dagblad was een samenwerkingsverband van de drie vooroorlogse hoofdstedelijke kranten, waaronder dus het Bataviaasch Nieuwsblad. In 1949 leidden geruchten over opheffing ertoe dat het Bataviaasch Nieuwsblad weer zelfstandig verscheen, maar onder een andere naam. Na een fusie hield het in december 1957 op te bestaan.